# Raôul Duguay
Pour les articles homonymes, voir Duguay.
Raôul Duguay (né le 13 février 1939 à Val-d'Or en Abitibi-Témiscamingue) est un artiste, poète, chanteur et trompettiste québécois. Plusieurs fois primé au cours de sa carrière, il est notamment reconnu pour la poésie de ses chansons.

## Biographie

### Artiste
Raôul est né à Val-d'Or dans la région de l'Abitibi-Témiscamingue, au Québec. Il a raconté cet événement plus tard dans le titre semi-autobiographique "La bittt à Tibi" de son premier album.
Il est né dans une famille de onze enfants. À l'âge de 9 ans, il a été envoyé en compagnie de trois frères et d'une sœur à l’Hospice Saint-Joseph-de-la-délivrance à Lévis après le décès de leur père. Il a résidé dans cet hospice pendant une bonne partie de son adolescence. C'est à cet endroit que son intérêt pour la poésie est né lorsqu'il voyait le coucher du soleil en direction du pont de Québec.
Raôul a commencé à écrire de la poésie dans les années 1950 et ses deux premières anthologies ont été publiées en 1966 et 1967.
Il rencontre Walter Boudreau en 1967 et les deux artistes forment L'Infonie peu de temps après. Formé de Raôul au chant, Walter au saxophone baryton, piano et clavecin, Pierre Daigneault au saxophone ténor et piccolo, Jean Grimard au saxophone soprano et à la flûte, André Pelchat au saxophone alto et à la flûte, Gilles Hainault au piano et clavinet, Isengourd Knöhr à la batterie, percussions, bruitage, piano et guitare et Michel LeFrançois à la guitare électrique. Ils ont aussi invités une trentaine de musiciens qui ont participé de près ou de loin à leurs performances tant sur disques qu'en concerts. Ce projet se voulait à la fois un groupe de musique et une nouvelle approche de l’improvisation collective. Raôul publie en 1970 Le Manifeste de l'Infonie : le ToutArtBel, Montréal, Éditions du Jour, 1970, 111 pages. L'Infonie produit 4 albums avant-gardistes dans le style rock progressif et jazz-rock québécois avant de se dissoudre en 1973. Boudreau et Duguay se sont réunis à l'occasion depuis, notamment en 2007 pour un festival Orgues et Couleurs. Il a aussi collaboré aux magazines "La Barre Du Jour" et "Mainmise", et en 1975, il participe à l'album Les Porches du groupe progressif québécois Maneige, à la trompette et au chant sur la pièce-titre.
Il a sorti son premier album solo en 1975, intitulé Alllô tôulmônd; cet album contient le titre Tôuttt etô bôuttt, l'une de ses chansons les plus connues. Le duo québécois Les Séguin, formé de Richard et sa sœur Marie-Claire Séguin ont repris une de ses chansons, Les Saisons sur leur album Récolte De Rêves en 1975. L'année suivante, Raôul se produit devant 400 000 personnes à la Fête nationale de la Saint-Jean, un événement culturel nationaliste québécois annuel. Il a publié plusieurs autres albums solo dans les années soixante-dix, quatre-vingt et quatre-vingt-dix; après un écart de onze ans, il est revenu avec J'ai soif en 2010. Sa chanson La bittt à Tibi a été intronisée au Panthéon des auteurs et compositeurs canadiens en 2008.
Il a également fourni la musique du film Les Fleurs Sauvages (1982), pour lequel il a été nommé par Génie. En 1984, il participe à une collaboration musicale avec le législateur du Parti québécois, Gilles Baril. En 1996, il a fourni le texte d'une version révisée de In C. de Terry Riley.
En 1998, il a été président d'honneur du Salon du livre de l'Abitibi-Témiscamingue qui se tenait à La Sarre.
Raôul a continué de publier des œuvres de poésie. Son seizième volume, entre la lettre et l'esprit, a été publié en 2001. Il a également travaillé dans les arts visuels en tant que peintre et sculpteur.
En 2006, il collabore avec le rappeur canadien Anodajay sur la chanson Le Beat à Ti-Bi, qui se retrouve sur le second album Septentrion
En 2016, il a participé à la première Grande nuit de la poésie de Saint-Venant-de-Paquette, avec 749 autres amoureux de la poésie.

## Politique
Il est un partisan de longue date de la souveraineté du Québec. Dans son poème Trente Lettres (1995), il décrit le Canada comme un père qui "n'a jamais donné d'orgasme à sa mère [le Québec]". En 2010, il a signé une lettre publique critiquant les organisateurs du Festival d'été de Québec pour la trop grande place faite aux artistes anglophones au sein de la programmation.
Aux élections fédérales canadiennes de 1972 il s'est présenté dans la circonscription de Longueuil pour le Parti Rhinocéros du Canada sous le nom de Raôul Wéziwézo Duguay. Plus tard, il s'est présenté lors des élections générales québécoises de 1998 pour le Parti québécois dans la circonscription de Brome-Missisquoi. Il fut toutefois défait par le député libéral sortant Pierre Paradis (en poste depuis 1980), réélu avec 57 % des suffrages.

## Engagement social
En 1984 [??? la chute du mur de Berlin date de 1989...], Raôul Duguay fonde avec Margie Gillis l'organisme des Artistes pour la paix, quelques mois après avoir participé à un spectacle d'envergure, à Hambourg, en Allemagne, devant une centaine de milliers d’Allemands, pour célébrer la paix après la chute du mur de Berlin,. L'organisme l'a nommé membre honoraire en 2019. 
Raôul Duguay a aussi agi en tant que «porteur d'eau», soit personnalité publique appuyant les revendications de la Coalition Eau secours de 2002 à 2014. 
En 2010, il appuie les démarches de William Commanda qui vise à rétablir la bonne orthographe dans le nom de l'Algonquin Gabriel Commanda.

## Discographie

### Avec L'Infonie[3]
- 1969 : L'Infonie Vol. 3 - Kotaï, London Records
- 1971 : Vol. 33 : le Mantra - Kotaï, London Records
- 1972 : L’Infonie Vol. 333 - Kotaï, London Records
- 1974 : L'infonie Vol. 3333 - Kotaï, London Records

### Solo
Albums studio
- 1975 : Alllô tôulmônd
- 1976 : L'envol
- 1977 : M
- 1980 : Lettre à Toulmond - Série Un écrivain et son pays SRC Internationale
- 1982 : Le chanteur de pomme
- 1983 : Tout ce qui compte - Les Productions Normand Latourelle. SFPP, Paris. (FP-8-4048) (version européenne du Chanteur de Pomme)
- 1985 : Douceur
- 1999 : Caser
- 2010 : J'ai Soif
- 2011 : En juin 2011, à la demande de la Société Saint-Jean-Baptiste de Montréal, Duguay rend public Ô Kébèk[12], une proposition d'hymne national québécois[13]. Réalisée et cointerprétée par l'artiste, la chanson est ridiculisée dans les médias[14],[15],[16].

Album live
- 1978 : Vivant avec tôulllmônd - Enregistré au Théâtre St-Denis de Montréal - Album Double

Compilations
- 1979 : Ön s’m ô Kébèk - Album Triple
- 1992 : Monter en amour - Face A en studio Face B live - 2 CD

### Participations
- 1975 : Les Porches du groupe Maneige - Chant et trompette sur la pièce-titre
- 1986 : Paix Sans Frontière - Raôul a contribué avec une de ses chansons L'oiseau pour la paix
- 1989 : Nova - Avec Michel Robidoux
- 1992 : Atlantide / Golgot(h)a - Avec Michel-Georges Brégent et Walter Boudreau - Raôul sur : Golgot(h)a avec Walter Boudreau
- 1999 : La santé par le rire - Avec Jean Drouin
- 2000 : In C de Terry Riley - Avec Michel-Georges Brégent et Walter Boudreau - Raôul chant sur la pièce-titre In C
- 2006 : Septentrion de Anodajay - Raôul sur Le Beat À Ti-Bi
- 2022: Balado «Château Inn» - épisodes 1 et 4[17]

## Filmographie
- Raöul Duguay par de là la Bittt à Tibi, réalisation : Yves Langlois, 2020[18].

- Rôle de « Raôul » dans le film Mon amie Pierrette de Jean-Pierre Lefebvre en 1969.
- La Nuit de la poésie 27 mars 1970
- La Nuit de la poésie 28 mars 1980

## Honneurs
- 2006 - Prix Félix-Antoine-Savard, catégorie poésie[19]
- 2025 - Médaille de la députée de l'Assemblée nationale, pour l'ensemble de son oeuvre[20]

## Hommages
Entre 1976 et 2006, il y a eu une place Duguay nommée en son honneur dans l'ancienne ville de Beauport et, par la suite, présente dans la ville de Québec. Depuis 2006, cette place est devenue une rue, la rue Pauline-Julien.